# Lise Bertelsen
Lise Bertelsen, née le 8 septembre 1975 à Aarhus (Danemark), est une femme politique danoise, membre du Parti populaire conservateur.

## Biographie
Lise Bertelsen devient éducatrice spécialisée pour les enfants et adolescents atteints de problèmes psychiatriques en 1999, une profession qu'elle exerce jusqu'à son élection au Parlement.
Engagée au sein du Parti populaire conservateur, elle commence sa carrière politique en étant élue conseillère municipale de Viborg lors des élections municipales de novembre 2021.
Elle est élue députée au Folketing lors des élections législatives anticipées de novembre 2022. Après le scrutin, elle devient la porte-parole de son groupe parlementaire sur les questions d'éducation, d'enseignement supérieur, de recherche, de psychiatrie et de municipalités.